# Festival Lumière 2012
Le Festival Lumière 2012 est la quatrième édition du Festival Lumière.

## Déroulement et faits marquants
La quatrième édition du festival a eu lieu du 15 au 21 octobre 2012.
En hommage à l'historien, critique de cinéma, et un des fondateurs de l'Institut Lumière (organisateur du festival), le prix Bernard Chardère est créé pour récompenser un critique et auteur, une personnalité marquante du cinéma.

### Prix Lumière
Le prix Lumière a été remis à Ken Loach « pour l'ensemble de son œuvre » par Éric Cantona, comédien dirigé par le réalisateur dans Looking for Eric, projeté avant la cérémonie.

### Rétrospectives
- La Gloire de Vittorio De Sica
- Au plaisir de Max Ophüls
- « Dino ! », souvenir de Dean Martin
- Baby Cart, une saga japonaise (1972-1974)

### Événements, invitations, hommages
- Soirée d'ouverture : projection du film L'Épouvantail (1973) de Jerry Schatzberg[2]
- Séance de clôture : projection du film La Porte du paradis (1980) de Michael Cimino en présence de sa comédienne principale et invitée d'honneur Isabelle Huppert[3]
- Séance jeune public - E.T., l'extra-terrestre de Steven Spielberg, copie restaurée par Universal Pictures et Steven Spielberg dans le cadre de la célébration des 100 ans du Studio et des 30 ans du film
- Nuit Musique et Cinéma - American Graffiti de George Lucas, Quatre Garçons dans le vent de Richard Lester, Spinal Tap de Rob Reiner, Walk the Line de James Mangold
- Les Grandes projections
- Moments d'histoire
- Sublimes moments du muet
- Le temps retrouvé
- Documentaires cinéma

### Prix
- Prix Raymond Chirat : aucun prix décerné pour cette édition[4]
- 1er Prix Bernard Chardère : Jean-Jacques Bernard[5]